# Impatiens albopustulosa
Impatiens albopustulosa är en balsaminväxtart som beskrevs av Joseph Marie Henry Alfred Perrier de la Bâthie. Impatiens albopustulosa ingår i släktet balsaminer, och familjen balsaminväxter. Inga underarter finns listade i Catalogue of Life.